# 2019年西九龍公路巴士衝撞事故

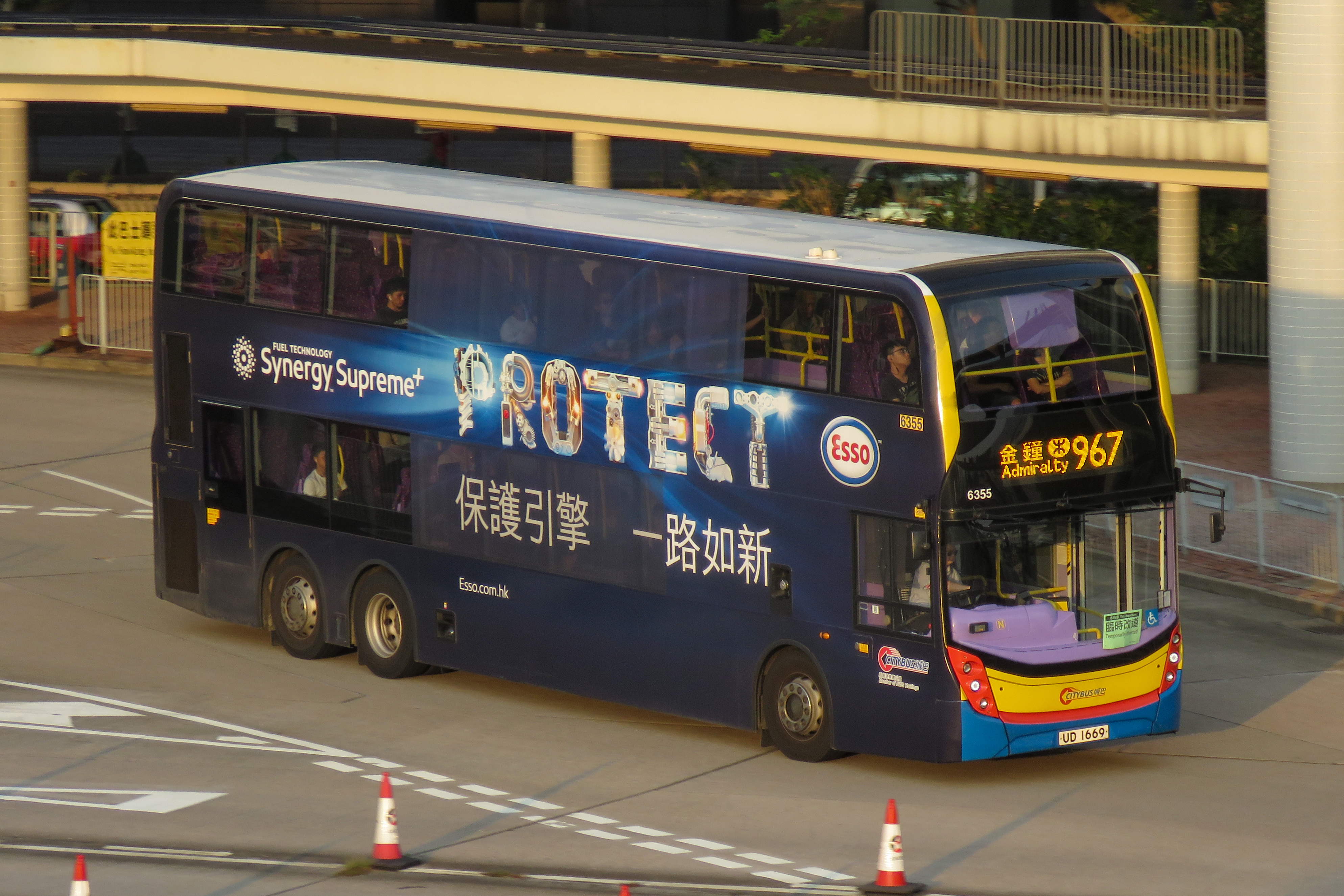
涉事城巴路線過海隧道巴士967線

2019年西九龍公路巴士衝撞事故是一宗於2019年3月4日在香港九龍佐敦西九龍公路發生的致命交通意外，一輛巴士駛至西九龍公路近油麻地的時候，懷疑未能及時收掣，撞向一輛於路中心打開尾板的貨車（沒有停在路肩）。涉事貨車因打開尾板試圖卸下貨物，卻掩盖了「死火燈」，妨礙後方的巴士的司機的視線，結果造成2人死亡、16人受傷事故。

## 背景
涉事巴士路線為過海隧道巴士967線，由城巴承辦，往返天恩邨及金鐘站（西）。
肇事巴士是一輛Enviro 500 MMC 12.8米巴士（車隊編號：6359，車牌號碼：UC6127），車齡只有兩年多，在2月11日才完成檢驗；而貨車則隸屬華旭物流所有，於2016年首次登記，四個月前曾進行一次詳細檢驗。
其後警方把兩輛涉案車輛送往九龍灣汽車扣查中心檢驗車輛和調查事件。
涉事巴士司機為蘇國偉，59歲，是家中的經濟支柱，任職20年，於1998年8月入職。在案發事件前三天，因上呼吸道感染，請病假一天。其後已經康復並復工。未知他當天是否有進食藥物。
有關路段並非首次發生意外，在2003年10月下午一時許，一輛往灣仔（會展）方向的過海隧道巴士961線亦曾於西九龍公路近奧海城二期對出撞向石壆引致全車翻側，頭軸底盤爆破，37人受傷。由於底盤斷裂，事後九巴需另購一台底盤來重建車身。

## 事故責任
由於涉事路段為西區海底隧道管制區域，所以事故過後西隧管理公司被指為何貨車故障逾一小時仍未派人清理現場致悲劇發生。西隧公司指當時正處理另一宗交通事故，所以無法前往處理，被質疑轉移視線。而且，西隧公司在接報事件後7分鐘才抵現場，違反3分鐘內抵達現場的承諾。西隧公司解釋是因為事故位置有盲點，所以無法第一時間知道有壞車，但政府指該處有閉路電視，公司無理由不知情。西隧管理公司後來承認，電子鏡頭未有轉動到肇事方向致未發現壞車。
鑑於此案疑團甚多，加上港府未有收到更多詳細資料，政府遂要求西隧公司撰寫報告以交代事件。

## 各界反應

### 死者家屬
巴士車長是家庭的經濟支柱，所以蘇的妻子聞訊後情緒激動，接受傳媒訪問時哭崩倒地，斥「城巴好衰」，「城巴攞咗我老公條命！」。蘇太指，此事不可讓其家母知道，擔心家母不想因蘇的慘死再活下去，並批評西隧管理公司失職。
而貨車司機的遺孀聲稱，丈夫只是「一時好心」而決定在路上放置障礙物令其他車輛可以避開自己故障貨車，卻被反指是導致車禍的元兇，倍感不公平。
慘死城巴車長的家屬、朋友、同事在3月7日由城巴安排下到事發現場進行路祭，家屬神情哀傷，蘇的遺孀在路祭時嚎哭，說：「我好掛住你」，「求下你返屋企」。至於蘇的生前同胞們亦喊道：「阿蘇，落更啦！」，眾人逗留約45分鐘後離去。而城巴司機的遺孀事後亦感謝各界的協助。
而肇事貨車司機的家屬亦於3月10日到車禍現場路祭，期間有親友痛哭高喊「返嚟啦」。各人逗留約20分鐘後離開。

### 立法會議員
民建聯立法會議員陳恒鑌指出現時西隧管理公司和運輸署的說法眾說紛紜，要求警方配合調查事件是否涉及疏忽。

### 維修巴士技工
有資深維修巴士技工指出，司機位置安全設備單薄，一旦發生交通意外，司機便會首當其衝，受傷情況較其他乘客為高。

## 調查
其後警方把涉事城巴的「黑盒」拿走，分析其數據後初步推斷涉事城巴司機沒有疲勞駕駛。疑為城巴司機專注切線，不停望左邊的路面，未知悉前方有貨車停在路面，而引致意外。

## 外部連結
- 香港巴士大典上的相关条目：2019年西九龍公路城巴與貨車相撞意外